# National Rugby League 2013
La National Rugby League de 2013 fue la 106.ª edición del torneo de rugby league más importante de Australia y Nueva Zelanda.

## Formato
Los clubes se enfrentaron en una fase regular de todos contra todos, los ocho equipos mejor ubicados al terminar esta fase clasificaron a la postemporada.
Se otorgaron 2 puntos por el triunfo, 1 por el empate y ninguno por la derrota.

### Postemporada

#### Finales de eliminación (fase 1)
- 5° vs 8° puesto - ganador avanza a las semifinales
- 6° vs 7° puesto - ganador avanza a las semifinales

#### Finales de clasificación (fase 2)
- 1° vs 4° puesto - ganador avanza a las final preliminar, perdedor avanza a semifinales
- 2° vs 3° puesto - ganador avanza a las final preliminar, perdedor avanza a semifinales

#### Semifinales (fase 3)
- Perdedor fase 2 vs ganador fase 1 - ganador avanza a la final preliminar
- Perdedor fase 2 vs ganador fase 1 - ganador avanza a la final preliminar

#### Final preliminar (fase 4)
- Ganador fase 2 vs ganador fase 3 - ganador avanza a la gran final
- Ganador fase 2 vs ganador fase 3 - ganador avanza a la gran final

#### Final
- Ganadores fase 4

## Desarrollo

### Tabla de posiciones
| Pos. | Equipo                        | Encuentros | Encuentros | Encuentros | Encuentros | Tantos | Tantos | Tantos | Puntos |
| Pos. | Equipo                        | PJ         | PG         | PE         | PP         | F      | C      | Dif    | Puntos |
| ---- | ----------------------------- | ---------- | ---------- | ---------- | ---------- | ------ | ------ | ------ | ------ |
| 1    | Sydney Roosters               | 24         | 18         | 0          | 6          | 640    | 325    | +315   | 40     |
| 2    | South Sydney Rabbitohs        | 24         | 18         | 0          | 6          | 588    | 384    | +204   | 40     |
| 3    | Melbourne Storm               | 24         | 16         | 1          | 7          | 589    | 373    | +216   | 37     |
| 4    | Manly-Warringah Sea Eagles    | 24         | 15         | 1          | 8          | 588    | 366    | +222   | 35     |
| 5    | Cronulla-Sutherland Sharks    | 24         | 14         | 0          | 10         | 468    | 460    | +8     | 32     |
| 6    | Canterbury-Bankstown Bulldogs | 24         | 13         | 0          | 11         | 529    | 463    | +66    | 30     |
| 7    | Newcastle Knights             | 24         | 12         | 1          | 11         | 528    | 422    | +106   | 29     |
| 8    | North Queensland Cowboys      | 24         | 12         | 0          | 12         | 507    | 431    | +76    | 28     |
| 9    | Gold Coast Titans             | 24         | 11         | 0          | 13         | 500    | 518    | −18    | 26     |
| 10   | Penrith Panthers              | 24         | 11         | 0          | 13         | 495    | 532    | −37    | 26     |
| 11   | New Zealand Warriors          | 24         | 11         | 0          | 13         | 495    | 554    | −59    | 26     |
| 12   | Brisbane Broncos              | 24         | 10         | 1          | 13         | 434    | 477    | −43    | 25     |
| 13   | Canberra Raiders              | 24         | 10         | 0          | 14         | 434    | 624    | −190   | 24     |
| 14   | St. George Illawarra Dragons  | 24         | 7          | 0          | 17         | 379    | 530    | −151   | 18     |
| 15   | Wests Tigers                  | 24         | 7          | 0          | 17         | 386    | 687    | −301   | 18     |
| 16   | Parramatta Eels               | 24         | 5          | 0          | 19         | 326    | 740    | −414   | 14     |

|  | Postemporada. |

### Postemporada

#### Finales de clasificación
| 13 de septiembre | South Sydney Rabbitohs | 20 - 10 | Melbourne Storm |  |  |

| 14 de septiembre | Sydney Roosters | 4 - 0 | Manly-Warringah Sea Eagles |  |  |

#### Finales de eliminación
| 14 de septiembre | Cronulla-Sutherland Sharks | 20 - 18 | North Queensland Cowboys |  |  |

| 15 de septiembre | Canterbury-Bankstown Bulldogs | 6 - 22 | Newcastle Knights |  |  |

#### Semifinal
| 20 de septiembre | Manly-Warringah Sea Eagles | 24 - 18 | Cronulla-Sutherland Sharks |  |  |

| 21 de septiembre | Melbourne Storm | 16 - 18 | Newcastle Knights |  |  |

#### Finales premilinares
| 27 de septiembre | South Sydney Rabbitohs | 20 - 30 | Manly-Warringah Sea Eagles |  |  |

| 28 de septiembre | Sydney Roosters | 40 - 14 | Newcastle Knights |  |  |

#### Final
| 6 de octubre | Sydney Roosters | 26 - 18 | Manly-Warringah Sea Eagles | ANZ Stadium, Sídney             |  |
|              |                 |         |                            | Asistencia: 81.491 espectadores |  |

| Bandera de Australia    |
| Campeón Sydney Roosters |
| Décimo séptimo título   |